# Polytrichastrum sphaerothecium
Polytrichastrum sphaerothecium là một loài Rêu trong họ Polytrichaceae. Loài này được (Besch.) J.-P. Frahm miêu tả khoa học đầu tiên năm 1995.